# مكدامية كبيرة

مكدامية كبيرة (الاسم العلمي:Macadamia grandis) هي نوع نباتي يتبع جنس المكدامية من الفصيلة البروطية.